# Paolo Quaregna
Paolo Quaregna (* 1946 in Turin) ist ein italienischer Regisseur.
Quaregna schloss 1970 in Wirtschaftswissenschaften ab und acht Jahre später seinen Abschluss in Literatur vor, bei dem er über das zeitgenössische Kino schrieb. Er lehrte einige Jahre Wirtschaft an der Oberschule und schrieb Essays und Theater- und Filmkritiken für verschiedene Publikationen. Mitte der 1970er Jahre realisierte er einige experimentelle Lehrfilme für Kinder und veröffentlichte 1978 mit Virginio Pevato das Buch Il bambino con la macchina di presa. Nach weiteren Experimentalfilmen schuf Quaregna ab 1980 für die RAI diverse anthropologische und soziologische Dokumentationen. Zwischen 1981 und 1984 widmete er sich auch selbstgeschriebenen und meist auch eigenproduzierten Kurzfilmen und legte mit dem Publikumserfolg Una donna alla specchio, in dem Stefania Sandrelli die Hauptrolle spielte, seinen ersten Kinofilm vor; ein zweiter folgte 1999 mit Dancing North. Sein Hauptbetätigungsfeld blieb aber die Dokumentation; seit 1988 produziert er mit seiner Firma Dram Film seine Werke selbst. Als herausragend unter seinen Dokumentarfilmen werden Felicità ad oltranza (1982) sowie Le Bon élève: le Mali et Nous (2006) bewertet. 2010 drehte er in Mali seinen dritten Spielfilm, Madame Ba.

## Filmografie (Auswahl)
- 1984: Una donna alla specchio
- 1999: Dancing North
- 2010: Madame Ba